# 大类芦
大类芦（学名：Neyraudia arundinacea）为禾本科类芦属下的一个种。

## 扩展阅读
- 維基物種上的相關：大类芦